# 布鲁诺·焦尔达诺
布鲁诺·焦尔达诺（義大利語：Bruno Giordano，1956年8月13日—），男，意大利足球运动员。他曾当选1978-1979赛季意甲联赛最佳射手。